# Drezda–Prága nagysebességű vasútvonal
A Drezda–Prága nagysebességű vasútvonal egy tervezett nagysebességű vasútvonal a németországi Drezda és csehországi Prága között. Technikailag és politikailag már vizsgálták a megvalósíthatóságát.
Jelenleg bizonytalan a megvalósítása; egyes elképzelések szerint 2020-ban vagy még később lehetséges. Ha elkészül, a jelenlegi Berlin Hauptbahnhof–Prága 4 óra 50 perces utazás menetideje mindössze 1 óra 40 percre csökkenne. A nyomvonal keresztülhaladna a Cseh-érchegységen is, ahol igen meredek vonalvezetés szükséges. Ez az elképzelés kizárja a későbbi vegyes (teher-személy) használatot. A vasútvonal mellett 9 millió ember él.
Alternatívaként felmerült a maglev lehetősége is; ennek maximális sebessége 430 km/h lenne.
A Deutsche Bahn véleménye szerint a vasútvonalnak Drezdától az Elba-völgyön át csak a cseh határig kell közlekedni, ha belátható időn belül nem derül ki, hogy szükség van a teljes szakaszra. Ez a Szövetségi Kormánynak a Zöld Szövetségi Frakció kérdésére adott válaszából származik. A Pirna–Bad Schandau kétvágányú vonal kapacitása 144 vonat naponta mindkét irányban. Ennek a szakasznak a jelenlegi kihasználtsága egy átlagos munkanapon kilenc távolsági vonatot, 36 elővárosi vonatot és 37 áruszállító vonatot jelent naponta mindkét irányban. Egy további új vonal építése csak akkor valósulna meg, ha mindenképpen szükségessé válna. A szász tartományi kormányzat, azonban már régóta előnyben részesítené egy nagysebességű vasútvonal megépítését.